# Jairo Enrique Merlano
Jairo Enrique Merlano Fernández (Sincelejo, 7 de agosto de 1956) es un criminal condenado por concierto para delinquir agravado y constreñimiento al elector, conocido por sus nexos con la parapolítica. Es un expolítico colombiano miembro del Partido de la U y electo por elección popular para integrar el Senado de Colombia.

## Congresista de Colombia
En las elecciones legislativas de Colombia de 2002, Merlano Fernández fue elegido senador de la república de Colombia con un total de 50.221 votos. Posteriormente en las elecciones legislativas de Colombia de 2006, Merlano Fernández fue reelecto senador con un total de 50.946 votos.

### Iniciativas
El legado legislativo de Jairo Enrique Merlano Fernández se identificó por su participación en las siguientes iniciativas desde el congreso:

- Implementar el impuesto de espectáculos públicos e impuestos sobre ventas.[5]
- Propuesta que el presidente de la República pudiera ser elegido para un período de 4 años, por la mitad más uno de los votos que, en forma obligatoria y de manera secreta y directa.[6]
- Promover la universalización de la afiliación al Sistema de Seguridad Social en Salud.[7]
- Dictar normas para la regulación y modernización de las sociedades de mejoras públicas.[8]
- Establecer normas sobre territorio costero en Colombia.[9]
- Dictar el Estatuto de los Derechos y Garantías del Contribuyente y del Usuario Aduanero y Cambiario (Archivado).[10]
- Equiparar a los concejales con los diputados en cuanto a seguridad social, honorarios y régimen de prestaciones sociales (Retirado).[11]
- Recaudar y destinar recursos financieros para el fútbol profesional y de ascenso (Retirado).[12]